# Кофердам (суднобудування)

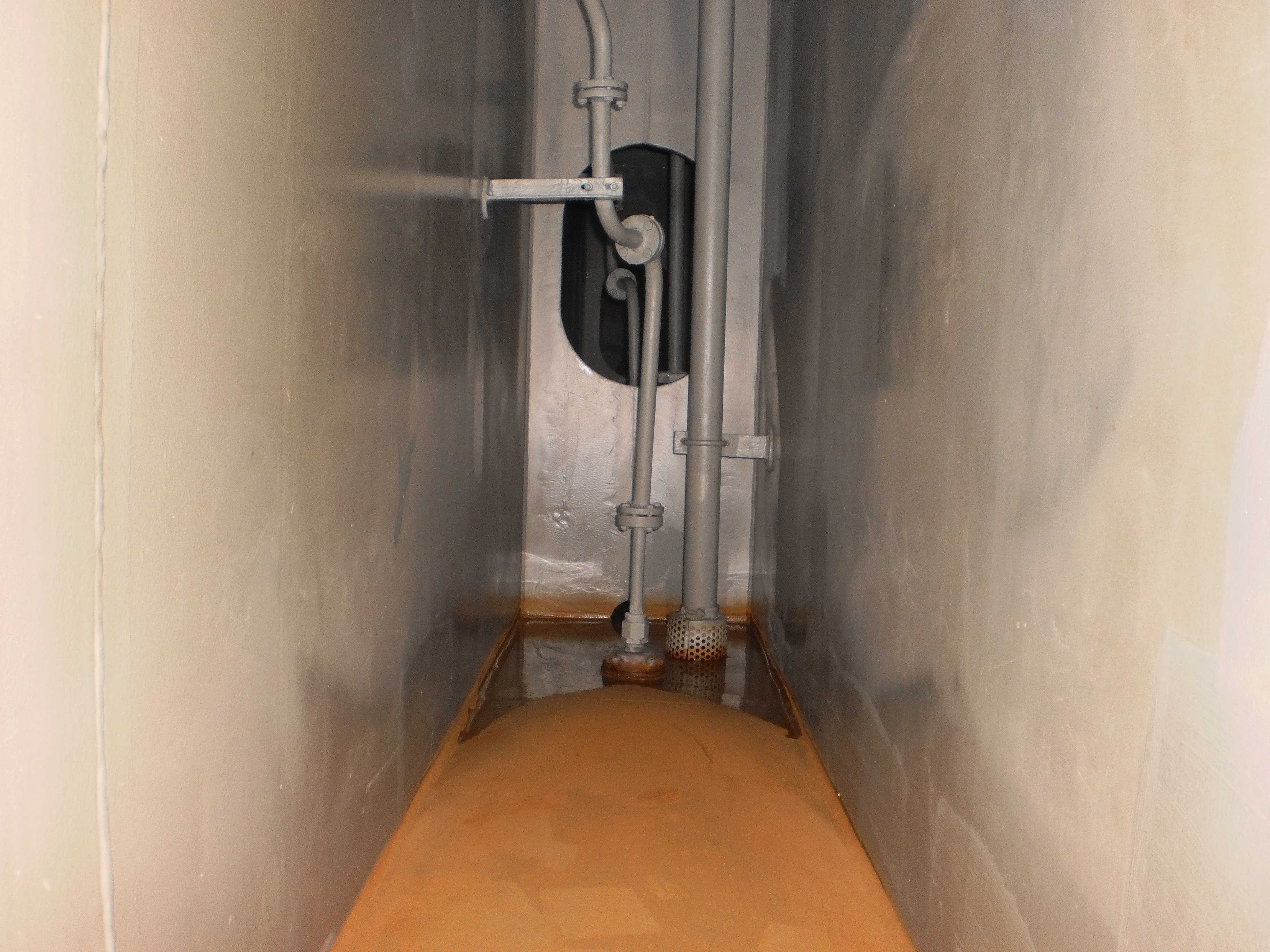
Всередині кофердама (вузький танк на кораблі). Менша труба для установки ехолота, велика труба для осушення кофердама.

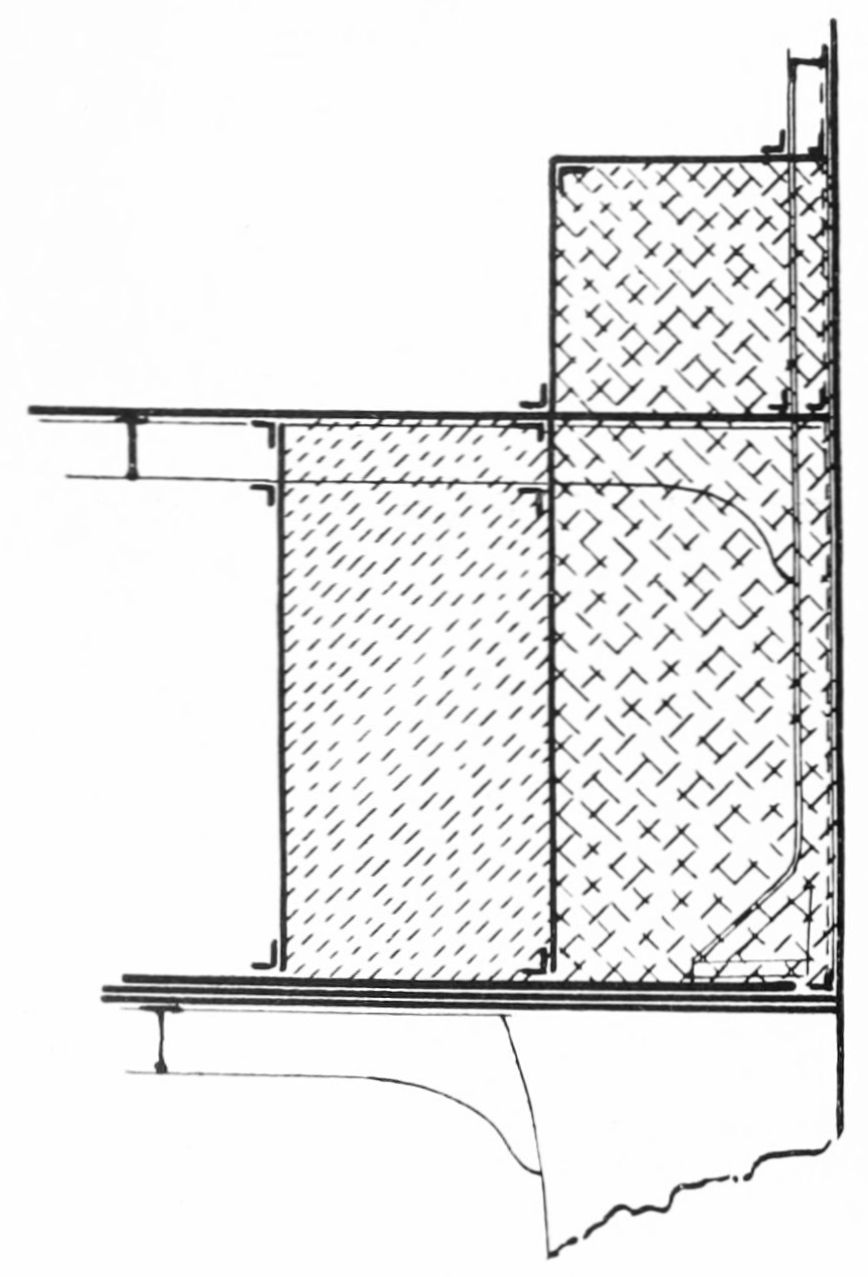
Схема кофердама на лінкорі типу «Айова».

Коферда́м (від нім. Kofferdamm) — суднобудівний термін, що застосовується в двох значеннях.
1. Вузький відсік, який слугує для поділу приміщень на судні. Застосовується для виключення просочування газів з цистерн. Танкери, як правило, мають кофердам попереду і в кормі стосовно вантажних танків, а іноді і між окремими танками
2. У військовому суднобудуванні крім того під кофердамом розумівся водонепроникний відсік між броньовим поясом і водонепроникною переборкою. У конструкції бронепалубних крейсерів розташовувався у ватерлінії, між похилою броньовою палубою і зовнішнім бортом. Призначався для локалізації пошкоджень обшивки, нерідко заповнювався целюлозою або койром.

## Призначення
Якщо окремий танк судна призначається для рідкого палива, то він повинен бути відокремлений від вантажного трюму вузьким непроникним відсіком, званим кофердамом; коффердам усуває небезпеку потрапляння нафтопродуктів крізь нещільності перебірки в сусіднє приміщення. Кофердами влаштовуються також в міждонних відсіках для відокремлення двох відсіків, які примикають один до одного, якщо бажають уникнути можливості змішування рідин, які перебувають у цих відсіках, як наприклад, відсіків для палива і для прісної води.